# Sirio Guerrieri
Sirio Guerrieri (Vezzano Ligure, 26 giugno 1916 – La Spezia, 22 aprile 2009) è stato uno scrittore, critico letterario e partigiano italiano.

## Biografia
Nato a Vezzano Ligure e laureato in lettere classiche alla Università di Genova, ha insegnato lettere italiane e storia negli istituti tecnici; è poi passato alla cattedra di filosofia e storia nei licei e a quella di filosofia, pedagogia e psicologia negli istituti magistrali. La sua carriera d'insegnante si è conclusa come preside nei licei e negli istituti tecnici. 
La sua attività si è sviluppata nel campo sociopolitico nella seconda guerra mondiale è stato capitano di fanteria e dopo l'armistizio ufficiale partigiano del Battaglione Val di Vara, formazione aderente alla Colonna Giustizia e Libertà. Dal 1945 per 11 anni ha partecipato alla vita politica a Follo, a Vezzano Ligure ed alla Spezia come consigliere comunale della Democrazia Cristiana. 
Dal 1956 il suo impegno è stato esclusivamente dedicato sulle lettere e sulle arti, intensa l'attività editoriale e di critica letteraria.
Nel 2007 presso il Caffè Le Giubbe Rosse avviene l'incontro di presentazione "L'arto-fantasma" di Ninnj Di Stefano Busa e "L'altro versante" di Sirio Guerrieri con relazioni di Lia Bronzi e Roberta Degl'Innocenti.

## Attività letteraria

### Poesia e Saggistica
- "...E il cielo è ormai lontano" Edizioni Quadrante Italico, Bergamo, 1953
- "Il muro degli anni" ibid. 1970
- "Il poeta si lascia morire" Edizioni Ape, Terni, 1980
- "Esmeralda isola del Cile" Edizioni della Rocca, 1990
- "Metaphora" Edizioni del Tridente, La Spezia, 1992
- "L'altro versante" Zappa Editore, 1995
- "Calipso" Edizione Lineacultura 2002
- "Quello che non si ritrova" Edizioni A.S.P.E.I, La Spezia, 1951
- "Alle origini della sensibilità romantica. Giovanni Fantoni Edizioni A.I.A.C.E., Torino, 1966
- "Democrazia viva" ibid. 1966
- "Un uomo e il suo tempo: Pier Angelo Soldini" ibid.1966
- "Dai Casoni alla Brunella" Zappa Editore, Sarzana, 1986
- "Esmeralda isola del Cile" Edizioni della Rocca, Castelnuovo Garfagnana, 1990
- "Zona di frontiera" Lineacultura, 1994
- Cinque Terre" / Centro Culturale "La Magra" ; a cura di Sirio Guerrieri e Mario Tarabugi Sarzana: Zappa, 1995
- "L'altro…il vicino" Edizioni Helicon 2003
- "Diritto d'asilo" Edizioni Helicon 2010

### Antologie
- Antologia Premio Val di Magra Roberto Micheloni / Cenacolo Artistico Letterario Roberto Micheloni di Lungiana; a cura di Sirio Guerrieri e Nello Maccani, Sarzana: Zappa, 1992
- Premio "Val di Magra" C. Orsini R. Micheloni: antologia di poesia / a cura di Sirio Guerrieri Savigliano: Tipografia Saviglianese, 1996

### Collaborazioni
Collaborò con il Corriere di Sicilia, Nuovo Cittadino, Provincia Pavese, Provincia di Como, La Provincia di Alessandria, Alla Bottega, Verso il 2000, Silarus, Controvento, La Lucerna, Rinnovamento, La Vallisa.

### Presidente di giuria e componente di giuria
Fu presidente del Premio "Cinque Terre", del Premio "Roberto Micheloni", Premio "Varese Ligure", del Premio "Alessandra Marziale", del Premio "Padus Amaenus", del Premio "Lilly Brogi La Pergola Arte" di Firenze, del Premio "Santa Margherita, del Premio"Penisola Sorrentina" di Napoli e componente di giuria del Premio "iniziative e promozioni editoriali" di Milano.

### Premi
- XXXVII Premio Internazionale "Le Muse" 2002
- Premio perla Letteratura 2004